# Мулай аль-Язід
Мулай аль-Язід (араб. مولاي اليزيد; нар. 1750 — 23 лютого 1792) — 11-й султан Марокко з династії Алауїтів в 1790—1792 роках.

## Життєпис
Син султана Мухаммеда III. Народився 1750 році в Фесі. У 1769, 1771 і 1775 роках повставав проти батьках, але щоразу зазнавав поразки. Проте отримував прощення. Був досить популярним у середовищі султанського війська та берберських племен.
1790 року після смерті Мухаммеда III успадкував трон. Втім невдовзі розпочав переслідування жидів: спочатку в Тетуані, де наказав знищити юдейський квартал негритянській гвардії (абід аль-бухарі) — в покарання, що тетуанські жиди колись не підтримали заколот Аль-Язіда проти батька. Потім також учинив погром юдейського кварталу в столиці — Мекнес. Усе це викликало невдоволення мусульманських купців, які передавали свої гроші та майно жидам на зберігання. В результаті вони понесли чималі збитки. Також султан наказав стратити 300 знатних мусульман, що підтримували його батька. Крім того, дозволив переселитися шиїтам з Османської імперії. Почав переслідувати католицьких місіонерів та наказав вислати іспанських консулів.
Усе це зрештою викликало загальне невдоволення. В результаті почався заколот на чолі з братом султана — Гішамом в Марракеші. Але у 1791 році султан рушив на облогу Сеути. В свою чергу іспанці надали гроші та зброю Гішамові. В результаті Мулай аль-Язід зазнав невдачі, тому виступив проти повсталого брата. За його відсутності знать звернула увагу на іншого брата султана — Сулеймана. 
У вирішальній битві неподалік Марракешу султан зазнав поразки від Гішама, загинувши у битві (за іншими відомостями, помер від поранення чи хвороби). Трон посів Сулейман, що розпочав війну із Гішамом.